# ميلتون ديك
ميلتون ديك (بالإنجليزية: Milton Dick)‏ هو سياسي أسترالي، ولد في 21 يوليو 1972 ببريزبان في أستراليا. حزبياً، نشط في حزب العمال الأسترالي. وقد انتخب عضو مجلس النواب الأسترالي عن دائرة أوكسلي ‏ (2 يوليو 2016 – ).